# Melitaea saturata
Melitaea saturata är en fjärilsart som beskrevs av Otto Staudinger 1892. Melitaea saturata ingår i släktet Melitaea och familjen praktfjärilar. Inga underarter finns listade i Catalogue of Life.